# Martin O'Neill (fotbalista, 1952)
Martin Hugh Michael O'Neill, OBE (* 1. března 1952) je bývalý severoirský fotbalista, který hrál jako záložník. Po skončení aktivní kariéry se stal trenérem. Většinu své kariéry strávil v Nottinghamu Forest. V sezóně 1977/78 s klubem vyhrál First Division, v sezóně 1978/79 a sezóně 1979/80 PMEZ. Za severoirskou reprezentaci odehrál 64 zápasů a byl kapitánem týmu na Mistrovství světa ve fotbale 1982.